# Сватоплук Плускал
Сватоплук Плускал (чеськ. Svatopluk Pluskal, 28 жовтня 1930, Злін — 29 травня 2005, Усті-над-Лабем) — чехословацький футболіст, що грав на позиції півзахисника, зокрема, за клуб «Дукла» (Прага), а також національну збірну Чехословаччини. По завершенні ігрової кар'єри — тренер.
Восимиразовий чемпіон Чехословаччини. Триразовий володар Кубка Чехословаччини.

## Клубна кар'єра
У футболі дебютував 1951 року виступами за команду АТК (Прага), в якій провів два сезони. Протягом 1953—1956 років команда мала назву «УДА» (Прага), а з 1957 року — «Дукла» (Прага). Загалом відіграв за празьку команду пятнадцять сезонів своєї ігрової кар'єри, вісім з яких були чемпіонськими.
Завершив професійну ігрову кар'єру у клубі «Яблонець», за команду якого виступав протягом 1966—1967 років.

## Виступи за збірну
1952 року дебютував в офіційних матчах у складі національної збірної Чехословаччини. Протягом кар'єри у національній команді провів у її формі 56 матчів, забивши 1 гол
У складі збірної був учасником трьох чемпіонатів світу:
1. 1954 року у Швейцарії, де зіграв проти Австрії (0-5)[5];
2. 1958 року у Швеції, де зіграв проти Північної Ірландії (0-1)[6] і ФРН (2-2)[7];
3. 1962 року в Чилі, де зіграв проти Іспанії (1-0)[8], Бразилії (0-0)[9] і (1-3)[10], Мексики (1-3)[11], Угорщини (1-0)[12] і Югославії (3-1)[13].

Був присутній в заявці збірної на чемпіонаті Європи 1960 року у Франції, але на поле не виходив, проте здобув разом з командою бронзові нагороди.

## Кар'єра тренера
Розпочав тренерську кар'єру невдовзі по завершенні кар'єри гравця, 1969 року, очоливши тренерський штаб клубу «Богеміанс 1905».
Протягом тренерської кар'єри двічі очолював грецьку команду «Еносіс».
Останнім місцем тренерської роботи був клуб «Вікторія» (Пльзень), головним тренером команди якого Сватоплук Плускал був з 1978 по 1979 рік.
Помер 29 травня 2005 року на 75-му році життя у місті Усті-над-Лабем.

## Титули і досягнення
- Чемпіон Чехословаччини (8):

«Дукла» (Прага): 1953, 1956, 1957–1958, 1960–1961, 1961–1962, 1962–1963, 1963–1964, 1965–1966
- Володар Кубка Чехословаччини (3):

«Дукла» (Прага): 1961, 1965, 1966
- Віце-чемпіон світу: 1962